# Le Colporteur (Disney)
Pour les articles homonymes, voir Le Colporteur.
Le Colporteur est un personnage de fiction qui est apparu pour la première fois dans le long métrage d'animation Aladdin, il est aussi le narrateur du film. Le personnage apparaît dans les suites du film sorties directement en vidéo : Le Retour de Jafar (1994) et Aladdin et le Roi des voleurs (1996).

## Description
Prêt à faire acheter n’importe quoi au premier venu, il semble connaitre beaucoup d’histoires concernant le Moyen-Orient. Il fait office de conteur dans les trois films.

## Interprètes
- Voix originale : Robin Williams
- Voix française : Bernard Alane
- Voix québécoise : Manuel Tadros

## Chansons interprétées par le colporteur
- Nuit d’Arabie (Arabian Night) dans Aladdin, Le Retour de Jafar et Aladdin et le Roi des voleurs